# Maison-atelier du sculpteur Fernand Dubois
La maison-atelier du sculpteur Fernand Dubois est un bâtiment Art nouveau édifié par l'architecte Victor Horta à Forest, une commune de Bruxelles en Belgique.

## Localisation
L'atelier est situé au numéro 80 de l'avenue Brugmann, dans un quartier riche en immeubles de style Art nouveau : Hôtel Hannon, Maison les Hiboux, maison-atelier Louise de Hem...

## Historique
L'atelier a été édifié en 1901-1903 par Victor Horta pour Fernand Dubois (1861-1939), un sculpteur, graveur et médailleur symboliste qui fut l'élève de Charles Van der Stappen et qui avait collaboré avec lui notamment pour la décoration du salon de l'Hôtel Tassel.
La maison fait l'objet d'un classement comme monument historique depuis le 20 juillet 1972 sous la référence 2322-0002/0.

## Architecture

### Structure de la façade
La façade de cette maison de style « Art nouveau floral » est édifiée en pierre bleue assemblée en grand appareil. 
Comme beaucoup de bâtiments Art nouveau, cette maison présente une façade à l'asymétrie très marquée, composée d'une travée d'accès étroite située au centre, d'une travée de largeur moyenne à gauche et d'une travée large à droite, façade dans laquelle Horta s'est ingénié à varier la disposition, la taille et la forme des baies.

### Rez-de-chaussée
La travée centrale du rez-de-chaussée est percée d'une belle porte en bois massif percée de deux fenêtres protégées par des grilles en fer forgé. 
Cette porte est ornée d'une remarquable poignée de porte Art nouveau, probablement la plus belle de Bruxelles, qui représente des motifs végétaux surmontés d'un motif en forme de palmette. La poignée et la sonnette furent réalisées par Fernand Dubois lui-même.
La porte est mise en valeur par un encadrement en pierre bleue surmonté d'un arc en anse de panier  à triple voussure dont les claveaux sont plus larges à la clef qu'aux sommiers, ce qui donne à l'extrados de cet arc un aspect légèrement brisé. Cet encadrement assure la liaison au sol de façon souple et sinueuse, allant jusqu'à intégrer le gratte-pied.
La travée de droite est percée d'une porte cochère à arc en anse de panier et de deux étroites fenêtres surmontant deux petites fenêtres de cave.
La travée de gauche est percée d'une grande fenêtre de cave surmontée d'un arc en mitre en anse de panier et d'une baie tripartite dont l'appui de fenêtre est orné d'un motif en forme de ruban.

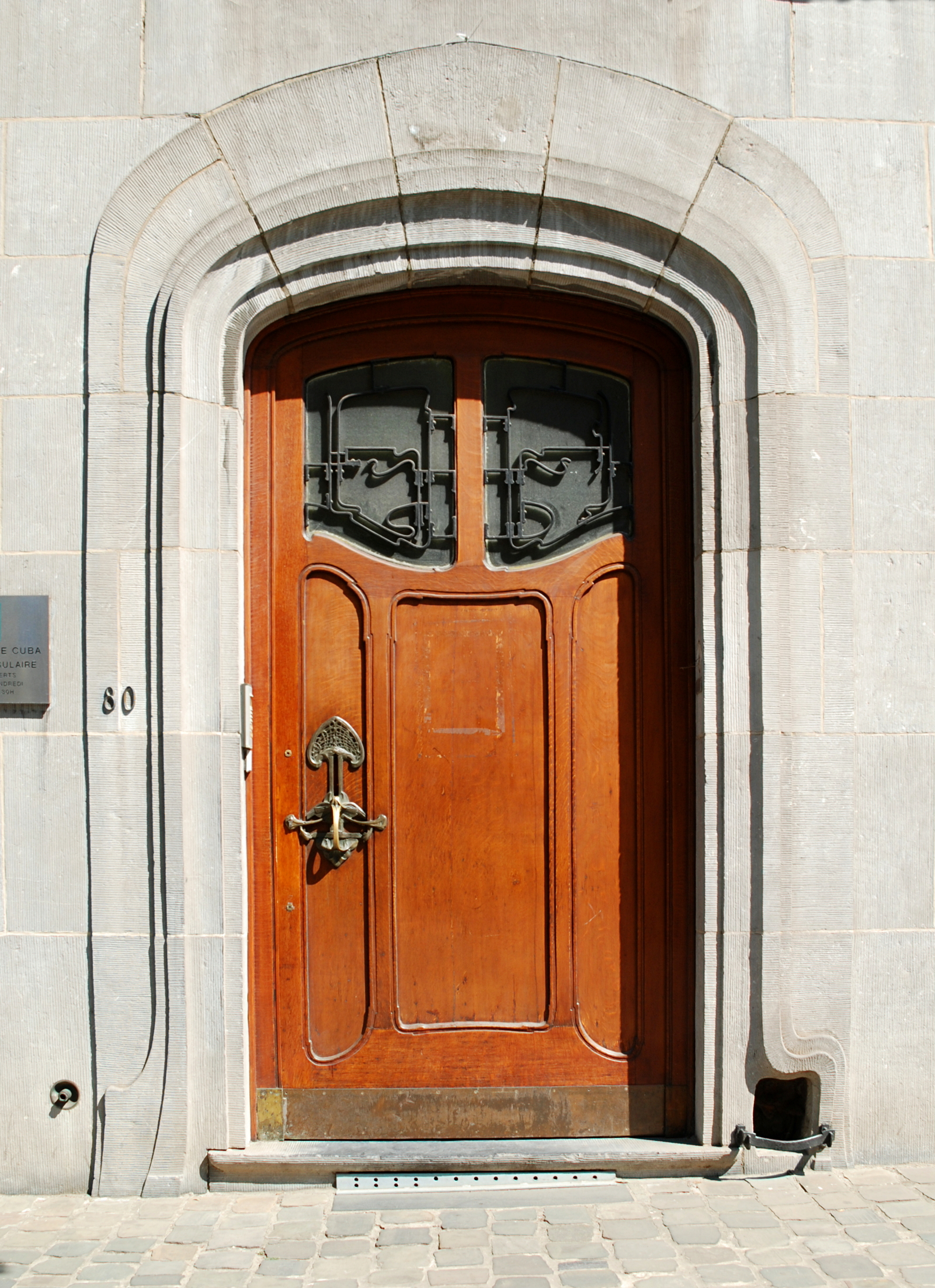
Porte.
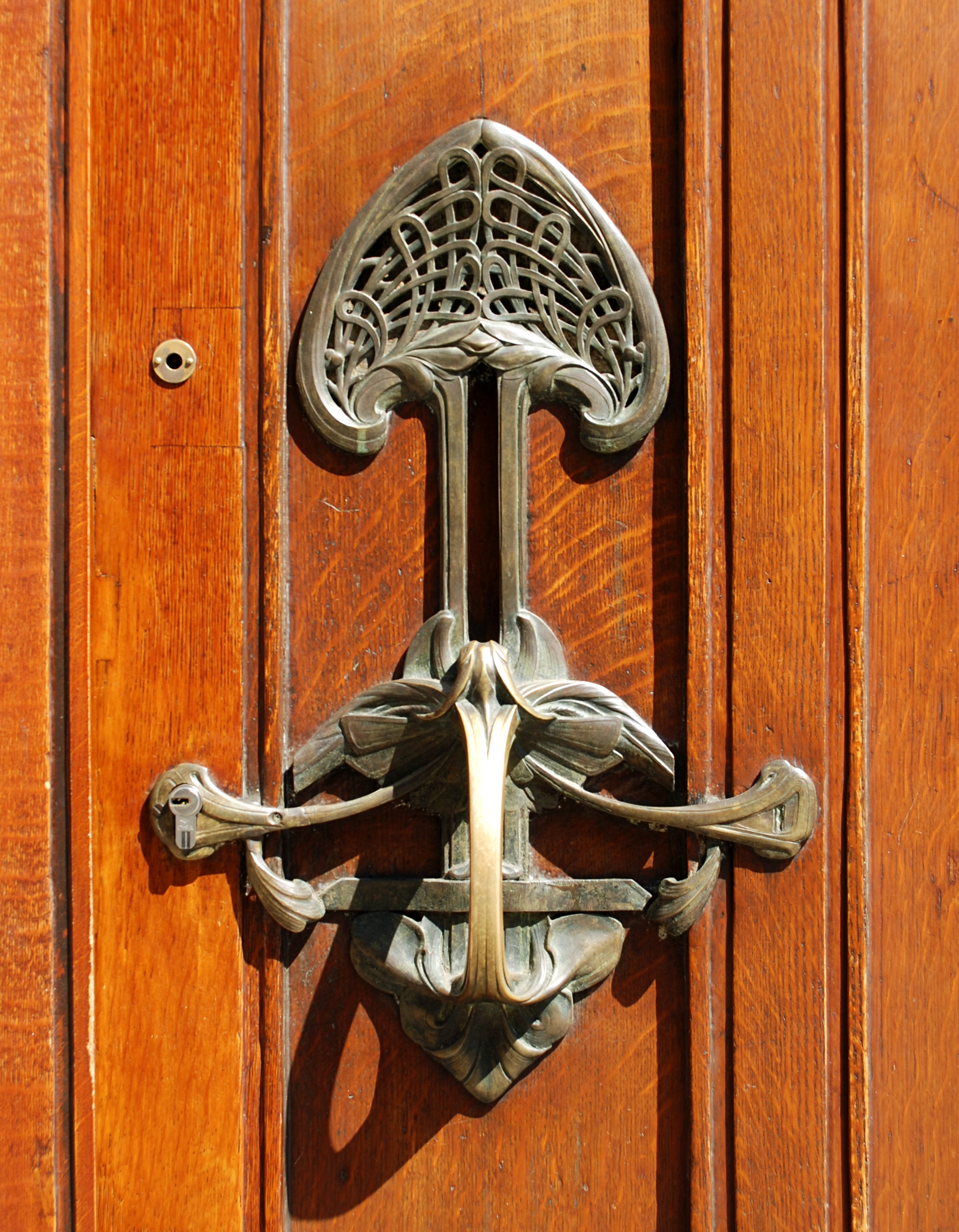
Poignée de porte.
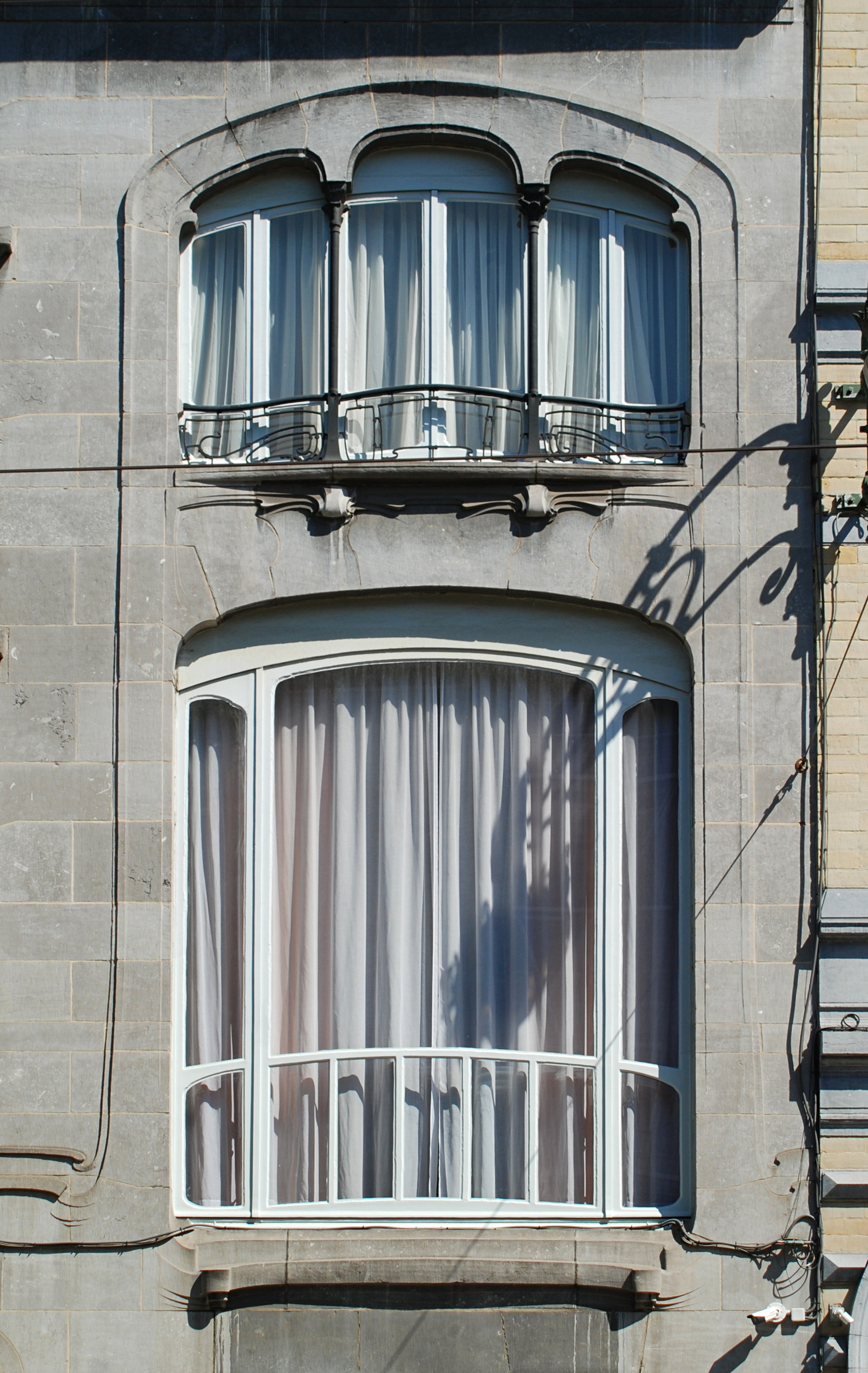
Travée de droite.
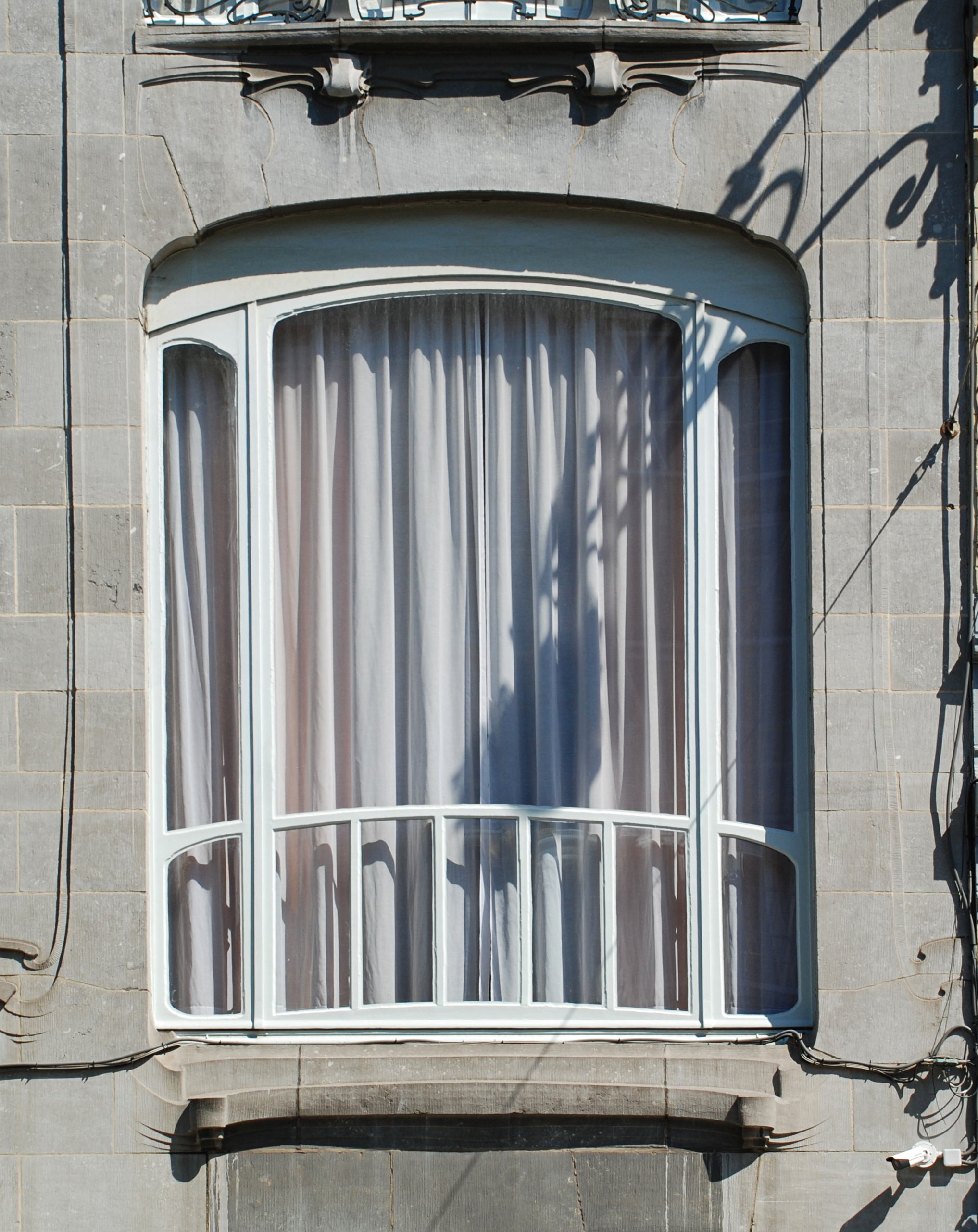
Grande baie.

### Premier étage
Le premier étage est percé de trois baies à arc en anse de panier, de hauteurs et de largeurs différentes.
L'élément principal de la façade est l'immense baie tripartite qui orne la travée de droite de cet étage. Impressionnante par ses dimensions, cette fenêtre, qui assurait l'éclairage de l'atelier de sculpture, est joliment décorée par ses boiseries qui la compartimentent en deux registres verticaux ainsi que par le motif en forme de rubans qui orne son allège.
La baie de la travée centrale présente le même type de boiseries. On retrouve encore une fois le motif ornemental en forme de rubans mais de part et d'autre de la fenêtre cette fois-ci.
La baie de gauche, de taille moyenne, est précédée d'un élégant balcon agrémenté d'un garde-corps en fer forgé.

### Deuxième étage
Le deuxième étage est orné à droite d'un triplet composé d'une baie surmontée d'un arc en anse de panier et de deux baies à arc rampant, séparées par des colonnettes en fonte. Ce triplet est uni à la grande baie du deuxième étage par un encadrement ciselé dans la pierre bleue, qui prend naissance au niveau du motif ornemental en forme de ruban situé au premier étage et donne à la travée de droite un bel élan vertical.
À gauche, on retrouve une fenêtre similaire composée de deux baies à arc rampant et d'une  colonnette en fonte.
La travée centrale du deuxième étage est occupée par la superposition de deux baies géminées à meneau de pierre. La première fenêtre est composée de deux baies dont les arcs rampants sont orientés vers l'extérieur (en forme de papillon) tandis que les arcs rampants de la deuxième fenêtre sont orientés vers l'intérieur.